# (24506) 2001 BS15
(24506) 2001 BS15 è un asteroide troiano di Giove del campo greco. Scoperto nel 2001, presenta un'orbita caratterizzata da un semiasse maggiore pari a 5,321969 UA e da un'eccentricità di 0,030669, inclinata di 11,817446° rispetto all'eclittica. Ha un diametro di 39,052 km e un'albedo di 0,046.